# 5000-talet f.Kr. (millennium)
5000-talet f.Kr. (femtusentalet före Kristus) är det 6:e millenniet f.Kr. 

## Händelser
- Plogen uppfinns.
- Jordbruk bedrivs i Nildeltat.
- Ris odlas i Asien.

### 5600 f.Kr.
- Svarta havet översvämmas av saltvatten (omkring detta år).

### 5500 f.Kr.
- Senmesolitikum (5500-4000 f.Kr.) inleds. Det motsvaras i Sydskandinavien av Erteböllekulturen.
- Hjulet introduceras i Kaukasus, Mesopotamien och centraleuropa.

### 5400-talet f.Kr.
- Konstbevattning i Mesopotamien.

### 5100-talet f.Kr.
- Tempel grundas i Mesopotamien.

### 5000-talet f.Kr.
- Den indoeuropeiska Kurgankulturen tros uppstå.

### 5000 f.Kr.
- Linnetyger daterade till detta år är funna i Egypten.
- Fasta bosättningar och ett stratifierat samhälle börjar utvecklas i Frankrike.
- Sumerer använder opium.[1]
- Majs börjar runt denna tid odlas i Mexiko.[2]

### Fotnoter
1. ↑  Narkotika
2. ↑  Roberts, J: "History of the World." Penguin, 1994.